# فلاویو بیانکی
فلاویو بیانکی (انگلیسی: Flavio Bianchi؛ زادهٔ ۲۴ ژانویهٔ ۲۰۰۰) بازیکن فوتبال اهل ایتالیا است.
وی همچنین در تیم‌های ملی فوتبال زیر ۱۵ سال ایتالیا، زیر ۱۶ سال ایتالیا، زیر ۱۷ سال ایتالیا، و زیر ۱۸ سال ایتالیا بازی کرده‌است.